# Кейлін Келлер
Кейлін Келлер (англ. Kalyn Keller, 3 квітня 1985) — американська плавчиня.
Учасниця Олімпійських Ігор 2004 року.
Призерка Чемпіонату світу з водних видів спорту 2007 року.
Призерка Пантихоокеанського чемпіонату з плавання 2006 року.
Призерка Панамериканських ігор 1999 року.